# Tecnología de la Antigua Grecia

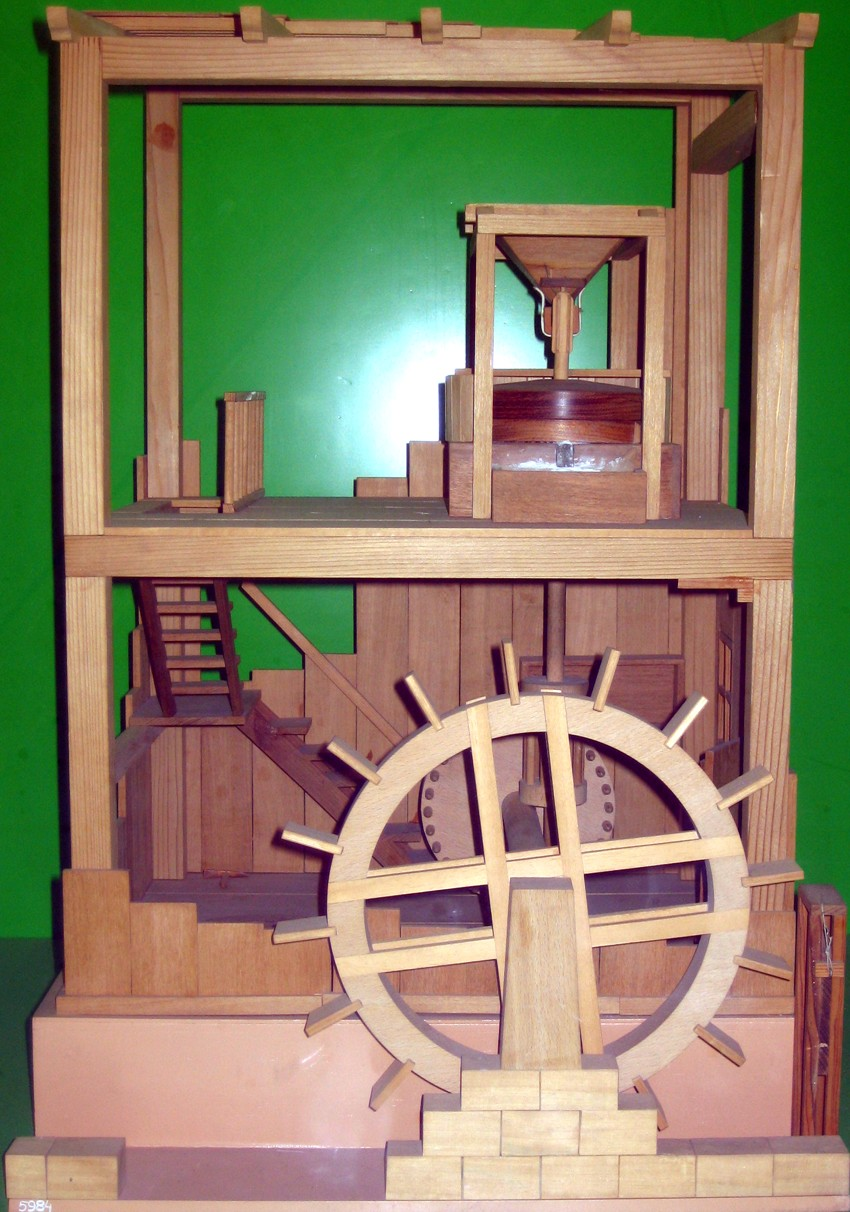
El molino de agua fue la primera máquina para aprovechar las fuerzas naturales -aparte de la vela- y, como tal, tiene un lugar especial a la historia de la tecnología, fue inventado por los ingenieros griegos entre los siglos III y I a. C. A la fotografía, un molino de harina romano descrito por Vitruvio

La tecnología de la Antigua Grecia se desarrolló principalmente desde el siglo III a. C. hasta el periodo romano. Las invenciones que se acreditan a los antiguos griegos incluyen el engranaje, el tornillo, los molinos giratorios, la prensa de eje, las técnicas de fundición del bronce, el reloj de agua, el órgano de agua, la catapulta de torsión, el uso de vapor para operar algunas máquinas experimentales, juguetes y una tabla para calcular números primos. Muchas de estas invenciones se produjeron a finales de la época griega, a menudo inspirados en la necesidad de mejorar las armas y tácticas para la guerra. Aun así, los usos pacíficos se disponían de muestras mediante su desarrollo más temprano con el del molino de agua, un dispositivo que consiguió una explotación a gran escala bajo los romanos. Desarrollaron la topografía y la matemática en un estado avanzado, y muchos de sus éxitos técnicos fueron publicados por los filósofos como Arquímedes y Herón de Alejandría.
Dónde ellos se ubican es en el país llamada "Grecia", que se ubica en Europa, coloniza con Turquía, Macedonia del Norte y Bulgaria.

## Tecnología del agua
Algunos de los campos que estuvieron comprendidos en el ámbito de los recursos hídricos (principalmente para uso urbano) incluyen la explotación de las aguas subterráneas, construcción de acueductos para el suministro de agua, sistemas de agua de lluvia y alcantarillado de aguas residuales, protección contra inundaciones y drenaje, la construcción y el uso de fuentes, baños y otras medidas sanitarias e instalaciones para usos recreativos del agua.

## Minería
Los griegos desarrollaron extensas minas de plata a Lorium, las utilidades de estas ayudaron a apoyar el crecimiento de Antigua Atenas como una polis Se trataba de la extracción del mineral en galerías subterráneas, lavarlo y hacerlo fundir para producir el metal. Las mesas de lavado para su elaboración todavía existen en el lugar, que utilizaba el agua de lluvia recogida durante los meses de invierno y se guardaba en cisternas. La minería también ayudó a crear la moneda con la acuñación de metal.

## Tecnología
Los griegos desarrollaron ampliamente la tecnología en diversos campos. Para lograr dicha proeza se valieron de inventos y técnicas innovadoras y perfeccionaron ideas extranjeras. En la siguiente lista se encuentran varias de esas invenciones. A ellas hay que agregarle, como mención especial, el sofisticado túnel que sirve como acueducto construido en el siglo VI a. C. por el ingeniero Eupalino de Megara, el cual fue el primer proyecto ingeniero de su tipo y el túnel más largo de su tiempo, el cual se conserva en buenas condiciones hoy en día, siendo un logro que representaba una nueva dimensión de las habilidades de los griegos.
| Tecnología                      | Fecha                    | Descripción |  |
| ------------------------------- | ------------------------ | --- |  |
| Tornillo de Arquímedes          | c. siglo III a. C.       | Este dispositivo, capaz de levantar sustancias sólidas o líquidas desde un plan inferior a uno una elevación más alta, se atribuye tradicionalmente al matemático griego Arquímedes de Siracusa .[6] |  |
| calles                          | c. 400 a. C.             | Ejemplo: La Puerta Rosa (siglos IV-III a. C.) era la calle principal de Elea (Italia) y conecta lo valle norte a la parte sur. La calle es de 5 metros de anchura. A su parte más empinada, tiene una inclinación de 18%. Está pavimentada con bloques de piedra calcárea, cortada en piezas cuadradas, y tiene en un lado una pequeña canaleta para el drenaje del agua de lluvia. |  |
| Cartografía                     | c. 600 a. C.             | Según su discípulo Eratóstenes, Anaximandro fue el primer griego en dibujar un mapa del mundo. Probablemente había visto mapas extranjeros del Próximo Oriente. Hecateo mejoró aquel mapa. |  |
| Diolkos                         | c. 600 a. C.             | Las 6 millas (8,5 km) de longitud de diolkos representaban una forma rudimentaria de transporte de barcas por ferrocarril. |  |
| Diferencial                     | c. 100-70 a. C.          | El Mecanismo de Anticitera, desde la era romana del naufragio de Antikythera, emplea un engranaje diferencial para determinar el ángulo entre las posiciones eclípticas del sol y la luna, así como de las fases de la luna. |  |
| Pie de rey                      | Siglo VI a. C.           | El ejemplo más antiguo se encontró en el naufragio de Giglio cerca de la costa italiana. Es una pieza de madera con una mandíbula móvil. |  |
| Techo con armadura              | años 550 a. C..          | |  |
| Grúa                            | c. 515 a. C.             | Aparato que permitió su uso en los equipos de trabajo a las obras en construcción. Se añadieron más tarde tornos de pesos pesados. |  |
| Mecanismo de escape             | siglo III a. C.          | Descrito por el griego ingeniero Filón de Bizancio (siglo III a. C.) en su tratado técnica neumática (capítulo 31) como parte de un lavabo autómata. El comentario de Filón en el que dice que «su construcción es similar a la de los relojes» indica que este tipo de mecanismos de escape ya estaba integrado en los relojes de agua antiguos. |  |
| Cerradura                       | c. siglo V a. C.         | La cerradura, así como otras variedades de bloqueo, se introdujeron en Grecia en el siglo V antes de Cristo. |  |
| Engranajes                      | c. siglo V a. C.         | Desarrollados para varios propósitos prácticos. |  |
| Fontanería                      | c. siglo V a. C.-        | En la Antigua Grecia de Creta, la conocida como civilización minoica, fue la primera a usar tubos de arcilla subterráneos de saneamiento y abastiment de agua. Las excavaciones en Olímpia, así como en Atenas, han puesto de manifiesto los sistemas de fontanería extensos para baños, fuentes y para uso personal. |  |
| Escalera de caracol             | 480–470 a. C.            | Las escaleras de caracol más tempranas aparecen en el Templo de Selinunt, Sicilia, a ambos lados de la celda. El templo fue construido alrededor de 480 a 470 a. C.. |  |
| Planeamiento urbanístico        | c. V siglo a. C.         | Mileto es una de las ciudades conocidas en el mundo por tener un plan urbanístico en forma de rejilla para áreas residenciales y públicas. Se consiguió esta gesta mediante una variedad de innovaciones relacionadas en áreas como por ejemplo la topografía. |  |
| Cabrestante                     | siglo V a. C.-           | La primera referencia literaria a un cabrestante se puede encontrar en el relato de Heródoto de Halicarnasoo a las guerras médicas (Historias 7.36), donde describe como se utilizaron los turnos de madera para comprimir los cables de un puente a través el Hel·lespont en 480 a. C.. Pueden haber sido empleados incluso antes en Asiria. En el siglo IV a. C.., cabrestantes y poleas montacargas eran considerados por Aristóteles habituales para uso arquitectónico (Mech 18; 853b10-13).              |  |
| Duchas                          | siglo IV a. C.           | Un cuarto de baño para mujeres deportistas con agua rociada en él se representa en un jarrón ateniense. Todo un complejo de duchas también se encontró en un gimnasio de Pérgamo del siglo II a. C.. |  |
| Calefacción                     | c. 350 a. C.             | El gran Templo de Éfeso fue calentado por aire caliente haciéndolo circular a través de tubos colocados en el suelo. |  |
| Revestimientos de plomo         | c. 350 a. C.             | Para proteger el casco de un barco. |  |
| Astrolabio                      | c. 300 a. C.             | Utilizado por primera vez cerca del año 200 aC por los astrónomos en Grecia. Se utiliza, entre otras cosas, para determinar la altitud de los objetos en el cielo. |  |
| Esclusa                         | siglo III a. C.          | Construida en el antiguo canal de Suez bajo Ptolemeo II (283-246 aC). |  |
| Canal de los Faraones           | sobre el siglo III a. C. | Abierto por los ingenieros griegos bajo Ptolemeo II (283-246 a. C.), continuando uno anterior, probablemente con intentos con un éxito solo parcial . |  |
| Faro                            | c. siglo III a. C.       | De acuerdo con la leyenda homérica, Palamidis de Nafplio inventó el primer faro, aunque ciertamente están testificados con el Faro de Alejandría (diseñado y construido por Sóstrat de Cnido) y el Coloso de Rodes. Aun así, Temístocles había construido anteriormente un faro en el puerto de El Pireo cerca de Atenas en el siglo V a. C., esencialmente era una pequeña columna de piedra con un faro de fuego.                                                                                            |  |
| Rueda hidráulica                | siglo III a. C.          | Descrita por primera vez por Filón de Bizancio (c. 280-220 a. C.. |  |
| Despertador                     | siglo III a. C.          | El ingeniero e inventor helenístico Ctesibio (c. 285-222 a. C.) equipó sus clepsidras con una esfera y un puntero para indicar el tiempo, y añadió elaborados sistemas «de alarma, como hacer caer piedras en un gong, o trompetas -forzando abajo acampanados frascos de agua y tomar el aire comprimido a través de un aporreo de caña en momentos preestablecidos». (Vitruvio 11.11). |  |
| Odómetro                        | c. siglo III a. C.       | El odòmetro, fue un dispositivo utilizado por los romanos en el último período helenístico para indicar la distancia recorrida por un vehículo. Fue inventado en algún momento del siglo III a. C. Algunos historiadores lo atribuyen a Arquímedes, otros a Herón de Alejandría. Ayudó a revolucionar la construcción de carreteras y a viajar con ellos midiendo con precisión la distancia y marcándola con un mojón miliario.                                                                               |  |
| Cadena de transmisión           | siglo III a. C.          | Descrita por primera vez por Filón de Bizancio, en el dispositivo alimentador para una ballesta de repetición, fue la primera cadena conocida de su tipo . |  |
| Cañón                           | c. siglo III a. C.       | Ctesibio de Alejandría inventó una forma primitiva de cañón, operado por aire comprimido. . |  |
| Principio de doble acción       | siglo III a. C.          | Principio mecánico universal que fue descubierto y aplicado por primera vez por el ingeniero Ctesibio en su bomba de pistón de doble acción, que más tarde fue desarrollada posteriormente por Agrón en una manguera de incendios. |  |
| Palanca                         | c. 260 a. C.             | Descrita por primera vez alrededor de 260 aC por el matemático griego Arquímedes. Aunque se utilizaba en los tiempos prehistóricos, fueron los griegos los primeros en la utilización práctica de las tecnologías más desarrolladas a la antigua Grecia. |  |
| Molino de agua                  | c. 250 a. C.             | El uso de la energía hidráulica fue iniciada por los griegos: La primera mención de un molino de agua en la historia sucede por Filón de Bizancio en Pneumatics, previamente se ha había considerado como una interpolación árabe, pero de acuerdo con una investigación reciente se cree que fue de origen griego auténtico. |  |
| Barcos de tres palos            | c. 240 a. C.             | El primero documentado fue el Syracusia, así como también otros barcos comerciales de Siracusa, bajo Herón II de Siracusa. |  |
| Suspensión Cardán               | siglo III a. C.          | El inventor Filón de Bizancio (280-220 a. C.) fue quien la describió por primera vez. Tiempo más tarde el inventor italiano Gerolamo Cardano, lo volvió a describir en detalle. Es un mecanismo de suspensión consistente en dos o tres círculos concéntricos, con unos ejes basculación formando un ángulo recto, que permite mantener la orientación de un eje de rotación en el espacio aunque su apoyo se mueva.                                                                                           |  |
| Aparejo proa-popa               | siglo II a. C.           | Los primeros aparejos proa-popa, aparecieron en el siglo II antes de Cristo en el mar Egeo en una pequeña embarcación griega |  |
| Hidráulica                      | c. siglo II a. C.        | Ctesibio y otros griegos de Alejandría de la época desarrollaron varias bombas de aire y agua de uso práctico que sirvieron para gran variedad de propósitos, como por ejemplo para construir un órgano de agua hacia el siglo I a. C. según hace mención Herón de Alejandría. |  |
| Noria (rueda para bombear agua) | siglo II a. C.           | Apareció por primera vez en el siglo II a. C. en el Egipto helenístico, donde en evidencias pictóricas, ya se muestra plenamente desarrollado. |  |
| Agrimensura                     | c. siglo II a. C.        | Varios documentos relativos a menciones de las herramientas de topografía han sido descubiertos, sobre todo a los hallazgos en Alejandría, esto contribuyó en gran manera al desarrollo de la precisión de los acueductos romanos. |  |
| Computador analógico            | c. 150 a. C.             | En 1900-1901, se encontró el mecanismo de Anticitera entre los restos de un naufragio de Anticitera. Se considera este dispositivo como el primer ordenador analógico diseñado para calcular posiciones astronómicas y que se utilizó para predecir eclipses lunares y solares basándose en ciclos de progresión aritmética. Teniendo en cuenta que el mecanismo de Anticitera se considera un ordenador analógico, el astrolabio (también inventado por los griegos) puede ser considerado como su precursor. |  |
| Manguera de incendios           | siglo I a. C.            | Inventada por Agrón para su uso con la bomba de pistón de doble acción de Ctesibio. Utilizadas para la lucha contra incendios. |  |
| Máquina expendedora             | siglo I a. C.            | La primera máquina expendedora fue descrita por Herón de Alejandría. Su máquina aceptaba una moneda y después dispensaba una cantidad fija de agua bobalicona. Cuando se depositaba la moneda, caía sobre una palanca, la cual abría una válvula que dejaba fluir un poco de agua. |  |
| Veleta                          | 50 a. C.                 | La torre de los vientos en el ágora romana de Atenas tenía en su parte superior una veleta con la forma de un Tritón de bronce con una vara extendida en su mano que lo hacía girar cuando el viento soplaba. El friso estaba adornado con las ocho deidades del viento. La estructura de 8 metros también tenía relojes de sol y un reloj de agua. |  |
| Reloj de torre                  | 50 a. C.                 | Véase reloj de torre. |  |
| Puerta automática               | c. siglo I a. C.         | Herón de Alejandría, un inventor del siglo I a. C. de Alejandría, Egipto, creó esquemas para puertas automáticas para ser utilizadas en un templo con la ayuda de la fuerza del vapor. |  |